# Прайорсвуд
Прайорсвуд (англ. Priorswood; ирл. Coill an Phrióra) — городской район Дублина в Ирландии, находится в административном графстве Дублин (провинция Ленстер).